# Kieran O'Brien
Kieran O'Brien, angleški igralec, * 23. november 1973, Oldham, Lancashire, Anglija.

## Zgodnje življenje in izobraževanje
Rodil se je leta 1973 v Oldhamu v Angliji in odraščal v Roytonu, v metropolitanskem okrožju Oldham v širšem Manchestru ter se izobraževal na rimskokatoliški spominski gimnaziji škofa Henshawa v Rochdaleu.

## Kariera
O'Brien je začel igrati že v zgodnjih letih in je bil do 15. leta zvezda BBC-jeve televizijske serije Gruey. Takrat je nastopal tudi v več drugih nadaljevankah v enkratnih ali ponavljajočih se vlogah. 
Leta 1993 je igral vlogo Joeja Egertona in nato Craiga Leeja v Coronation Streetu in nato Lee Jonesa v Otroškem oddelku. Leta 1993 je postal tudi redni igralec detektivske serije Cracker.
Leta 1999 je O'Brien igral v svojem prvem celovečernem filmu Virtualna spolnost. Leta 2001 je igral vlogo zasebnika Allena Vesta v priznani seriji HBO Peščica izbranih, kjer je igral pomembno vlogo v epizodi »The Last Patrol«. Leta 2002 je nastopil tudi v filmu 24-urna zabava. Leta 2003 je nastopil v glasbenem spotu Cooper Temple Clause "Promises, Promises".
Leta 2004 je O'Brien igral v kontroverznem filmu 9 pesmi. Po poročanju Guardiana je bil 9 pesmi doslej najbolj seksualno najbolj ekspliciten film v rednem sporedu, predvsem zato, ker vključuje več prizorov resničnih spolnih odnosov med glavnima igralcema. Njegova vloga je zelo nenavadna, saj je imel s soigralko Margo Stilley neizogiben in zelo grafičen seks, vključno z ljubkovanjem genitalij, samozadovoljevanjem žensk z vibratorjem in brez njega, penetrativnim vaginalnim seksom, kunilingusom, stimulacijo z nogo in felacijo. S prizorom, v katerem mu Stilley z roko masturbira po tem, ko ga je zadovoljevala oralno, je postal edini britanski igralec, ki je ejakuliral v mainstream britanskem celovečercu.

O'Brien je med polemiko, ki je sledila, odločno zagovarjal film in dejal, da ne vidi težav s seksom za film. Rekel je:
Ljudje, ki se jim zdi žaljivo, so lažnivci. Če rečejo, da se jim zdi šokantno, jim ne verjamem. To je samo seks. Zame so bili samo prizori, ki smo jih posneli, če sem iskren, in presenečen sem bil, kako navaden in kako naraven je bil. Toda pri dekletu je drugače kot pri fantu. Ni mi bila všeč - počutil sem se zaščitniško do nje. Na snemanju je bila edina ženska ob štirih moških. Vem, kako težko ji je bilo. Ne morete spregledati dejstva, da je mlado dekle.
Do danes O'Brien nadaljuje tako televizijsko kot filmsko igralsko kariero. Nedavno je nastopil v filmu The Road to Guantánamo in Totally Frank, kot tudi v reprizi njegove vloge v Crackerju.
O'Brien je bil tudi ena od zvezd BBC-jeve policijske drame HolbyBlue, ki se je pojavljala od prve epizode do tretje epizode druge serije. 
Leta 2013 je O'Brien gostoval po Združenem kraljestvu v odrski produkciji komično-dramskega filma The Full Monty Simona Beaufoya iz leta 1997, v katerem igra "absurdno preveč obdarjenega" fanta.
Leta 2019 je O'Brien upodobil inženirja Valerija Hodemčuka v HBO-jevi miniseriji Černobil. 